# Inge de Bruijn
Inge de Bruijn (Barendrecht, 24 augustus 1973) is een Nederlands voormalig topzwemster. Ze won op de Olympische Spelen van Sydney in 2000 drie gouden medailles op individuele nummers en een zilveren op de estafette. Bij de wereldkampioenschappen van 2001 in Fukuoka won ze driemaal goud. De Bruijn werd in 2001 door haar collega-topsporters uitgeroepen tot Nederlands sportvrouw van het jaar.

## Loopbaan
Aanvankelijk leek een gebrek aan motivatie de carrièremogelijkheden van De Bruijn te hinderen. Hierdoor miste zij in 1996 deelname aan de Olympische Spelen in Atlanta.
De sprintster trainde lange tijd in Portland in de Verenigde Staten onder leiding van de ervaren zwemcoach Paul Bergen. Ook was ze lange tijd lid van de professionele PSV-zwemploeg onder trainer Jacco Verhaeren, die ook Pieter van den Hoogenband onder zijn hoede had.
Begin mei 2002 werd De Bruijns contract met Philips op verzoek van leden en medewerkers van deze zwemploeg verbroken. De Bruijns broer Matthijs is international van de Nederlandse waterpoloploeg.
Op de Olympische Spelen in 2004 behaalde ze de gouden medaille op de 50 meter vrije slag. Zilver was er op de '100 meter vrij', terwijl er brons was op de 100 meter vlinderslag en de 4 x 100 m vrije slag. Sinds deze Spelen was ze de succesvolste Nederlandse olympische sporter ooit, tot haar prestatie op de Olympische Winterspelen van Sotsji (2014) verbeterd werd door schaatsster Ireen Wüst.
Op 12 maart 2007 kondigde ze aan haar zwemcarrière te beëindigen. Uiteindelijk keerde De Bruijn in 2013 weer even terug in het zwemmen. Op de EK Masters in Eindhoven zette zij met 26,64 een all time Masters-record neer op de 50 meter.
Sinds het einde van haar zwemcarrière doet De Bruijn modellenwerk (in 2010 was zij te zien op posters en advertenties voor lingeriemerk SAPPH) en treedt zij regelmatig op in televisieprogramma's. Eind 2004 presenteerde ze het programma Trends & Shopping op de Rotterdamse regionale televisiezender RNN7. In 2005 was De Bruijn deelnemer aan Dancing with the Stars, waar ze met danspartner Remco Bastiaansen derde werd. Ook reisde ze in 2006 als deelneemster aan In het Spoor van Peking Express naar China, won ze in 2009 het RTL 4-dansprogramma Let's Dance en was er in 2011 de deelname aan Sterren Dansen op het IJs. In 2013 was De Bruijn te gast bij Frans Bauer in het programma Vive la Frans, terwijl ze in 2014 jurylid was bij het SBS6-programma Sterren Springen en deelneemster aan het EO-programma Op zoek naar God.
Ze ging in 2017 naakt op partnerjacht in het RTL 5 programma Adam Zkt. Eva VIPS. Ook deed ze dat jaar mee aan het televisieprogramma Risky Rivers. In 2022 was De Bruijn een secret singer in het televisieprogramma Secret Duets. In 2023 won De Bruijn de kerstspecial van het televisieprogramma De Alleskunner VIPS. Tevens deed ze dat jaar mee aan het televisieprogramma De kwis met sneeuwballen.
In 2008 werd aan De Bruijn de Fanny Blankers-Koen Trofee toegekend. Deze prijs werd aan haar in augustus 2009 overhandigd door de eerdere Nederlandse zwemkampioene Erica Terpstra, voorzitter van de NOC*NSF, tijdens het WK judo in Rotterdam.

## Internationale erelijst

### 1987

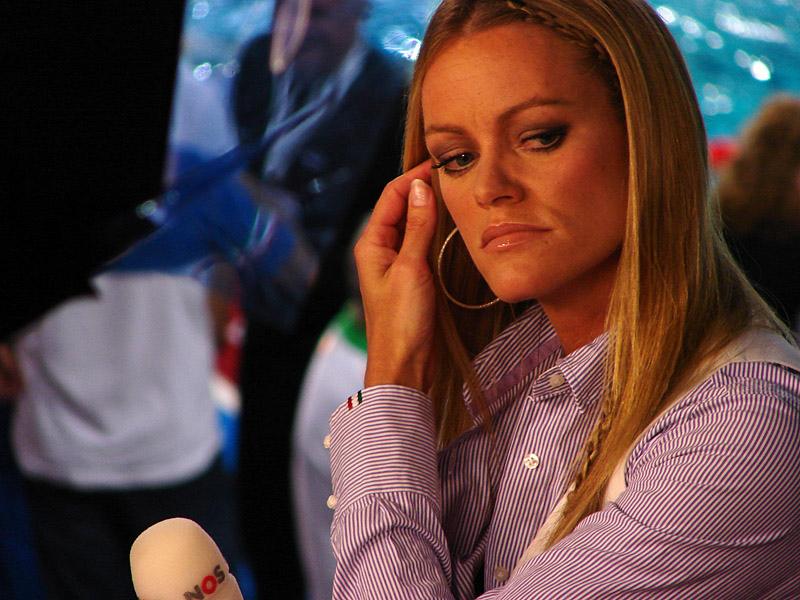
Inge de Bruijn geeft tv-commentaar tijdens het EK zwemmen 2008 in Eindhoven

- Europese jeugdkampioenschappen langebaan in Rome:
  - Zesde op de 50 meter vrije slag (26,79)
  - Zevende op de 100 meter vrije slag (58,88)
  - Achtste op de 100 meter vlinderslag (1.04,
  -  op de 4x100 meter wisselslag
  -  op de 4x100 meter vrije slag

### 1988
- Europese jeugdkampioenschappen langebaan in Amersfoort:
  -  op de 50 meter vrije slag (26,56)
  -  op de 100 meter vlinderslag (1.03,41)

### 1991
- Wereldkampioenschappen langebaan in Perth:
  - Achtste op de 100 meter vlinderslag (1.01,35)
  - Tiende op de 100 meter vrije slag (56,58)
  -  op de 4x100 meter vrije slag (3.45,05)
  - Vierde op de 4x100 meter wisselslag (4.13,32)

- Europese kampioenschappen langebaan in Athene:
  -  op de 100 meter vlinderslag (1.01,64)
  -  op de 50 meter vrije slag (25,84)
  -  op de 4x100 meter vrije slag (3.45,36)
  -  op de 4x100 meter wisselslag (4.14,03)

### 1992
- Olympische Spelen in Barcelona:
  - Achtste op de 50 meter vrije slag (25,84)
  - Negende op de 100 meter vlinderslag (1.01,02)
  - Achtste op de 4x100 meter wisselslag (4.10,87)

### 1993
- Europese kampioenschappen langebaan in Sheffield:
  -  op de 50 meter vrije slag (25,86)
  - Vierde op de 100 meter vlinderslag (1.01,22)
  - Twaalfde op de 100 meter vrije slag (57,40)

### 1994
- Wereldkampioenschappen langebaan in Rome:
  - Zevende op de 100 meter vlinderslag (1.01,14)

### 1995
- Europese kampioenschappen langebaan in Wenen:
  - Vierde op de 50 meter vrije slag (25,95)
  - Vierde op de 100 meter vlinderslag (1.01,26)
  - Zesde op de 4x100 meter vrije slag (3.49,97)

### 1998
- Wereldkampioenschappen langebaan in Perth:
  - Zevende op de 100 meter vlinderslag (1.00,09)
  - Achtste op de 100 meter vrije slag (56,49)
  - Vijfde op de 4x100 meter vrije slag
  - Zesde op de 4x100 meter wisselslag
- Europese kampioenschappen kortebaan in Sheffield:
  -  op de 50 meter vrije slag (24,41)
  -  op de 50 meter vlinderslag (26,09)
  -  op de 100 meter vlinderslag (58,39)
  -  op de 4x50 meter vrije slag
  -  op de 4x50 meter wisselslag

### 1999
- Wereldkampioenschappen kortebaan in Hongkong:
  -  op de 50 meter vrije slag (24,35)
  -  op de 50 meter vlinderslag (26,41)
  - Vijfde op de 100 meter vrije slag (54,07)
  -  op de 4x100 meter vrije slag (3.39,40)
  - Vierde op de 4x100 meter wisselslag

- Europese kampioenschappen langebaan in Istanboel:
  -  op de 50 meter vrije slag (24,99)
  -  op de 100 meter vlinderslag (58,49)
  -  op de 100 meter vrije slag (55,24)
  - Vierde op de 4x100 meter vrije slag (3.45,01)
  - Vierde op de 4x100 meter wisselslag (4.10,78)

### 2000
- Olympische Spelen in Sydney:
  -  op de 50 meter vrije slag (24,32)
  -  op de 100 meter vrije slag (53,83)
  -  op de 100 meter vlinderslag (56,61 - wereldrecord)
  -  op de 4x100 meter vrije slag (3.39,83)

### 2001
- Wereldkampioenschappen langebaan in Fukuoka:
  -  op de 50 meter vrije slag (24,47)
  -  op de 100 meter vrije slag (54,18)
  -  op de 50 meter vlinderslag (25,90)
- Europese kampioenschappen kortebaan in Antwerpen:
  -  op de 50 meter vrije slag (23,89)
  -  op de 100 meter vrije slag (52,65)
  -  op de 4x50 meter vrije slag (1.39,02)
  -  op de 4x50 meter wisselslag (1.50,00)

### 2003
- Wereldkampioenschappen langebaan in Barcelona:
  -  op de 50 meter vrije slag (24,47)
  -  op de 50 meter vlinderslag (25,84)

### 2004
- Olympische Spelen in Athene:
  -  op de 50 meter vrije slag (24,58)
  -  op de 100 meter vrije slag (54,16)
  -  op de 100 meter vlinderslag (57,99)
  -  op de 4x100 meter vrije slag (3.37,59)
  - Zesde op de 4x100 meter wisselslag (4.07,36)

## Wereldrecords
- 50 meter vrije slag: 24,13 (22-09-2000 Olympische Spelen Sydney)
- 100 meter vrije slag: 53,77 (20-09-2000 Olympische Spelen Sydney)
- 100 meter vlinderslag: 56,61 (17-09-2000 Olympische Spelen Sydney)

1988: Kristin Otto ·
1992: Yang Wenyi ·
1996: Amy Van Dyken ·
2000: Inge de Bruijn ·
2004: Inge de Bruijn ·
2008: Britta Steffen ·
2012: Ranomi Kromowidjojo ·
2016: Pernille Blume ·
2020: Emma McKeon ·
2024: Sarah Sjöström
1912: Fanny Durack ·
1920: Ethelda Bleibtrey ·
1924: Ethel Lackie ·
1928: Albina Osipowich ·
1932: Helene Madison ·
1936: Rie Mastenbroek ·
1948: Greta Andersen ·
1952: Katalin Szőke ·
1956: Dawn Fraser ·
1960: Dawn Fraser ·
1964: Dawn Fraser ·
1968: Jan Henne ·
1972: Sandra Neilson ·
1976: Kornelia Ender ·
1980: Barbara Krause ·
1984: Nancy Hogshead/Carrie Steinseifer ·
1988: Kristin Otto ·
1992: Zhuang Yong ·
1996: Le Jingyi ·
2000: Inge de Bruijn ·
2004: Jodie Henry ·
2008: Britta Steffen ·
2012: Ranomi Kromowidjojo ·
2016: Simone Manuel/Penelope Oleksiak ·
2020: Emma McKeon ·
2024: Sarah Sjöström
1956: Shelley Mann ·
1960: Carolyn Schuler ·
1964: Sharon Stouder ·
1968: Lyn McClements ·
1972: Mayumi Aoki ·
1976: Kornelia Ender ·
1980: Caren Metschuck ·
1984: Mary T. Meagher ·
1988: Kristin Otto ·
1992: Qian Hong ·
1996: Amy Van Dyken ·
2000: Inge de Bruijn ·
2004: Petria Thomas ·
2008: Libby Trickett ·
2012: Dana Vollmer ·
2016: Sarah Sjöström ·
2020: Margaret MacNeil · 
2024: Torri Huske
- Nationale Bibliotheek van Polen: a0000002740311
- Virtual International Authority File: 23152380048501761356